# Basidiodendron pini
Basidiodendron pini är en svampart som först beskrevs av H.S. Jacks. & G.W. Martin, och fick sitt nu gällande namn av Luck-Allen 1963. Enligt Catalogue of Life ingår Basidiodendron pini i släktet Basidiodendron, ordningen Auriculariales, klassen Agaricomycetes, divisionen basidiesvampar och riket svampar, men enligt Dyntaxa är tillhörigheten istället släktet Basidiodendron, familjen Exidiaceae, ordningen gelésvampar, klassen Tremellomycetes, divisionen basidiesvampar och riket svampar. Arten är reproducerande i Sverige. Inga underarter finns listade i Catalogue of Life.